# آکیرا فانتینی
آکیرا فانتینی (ژاپنی: ファンティーニ 燦؛ زادهٔ ۲۴ مهٔ ۱۹۹۸) یک بازیکن فوتبال اهل ژاپن است.
از باشگاه‌هایی که در آن بازی کرده‌است می‌توان به باشگاه فوتبال ساگان توسو و باشگاه فوتبال فوکوشیما یونایتد اشاره کرد.